# Liste der Friedhöfe in Frankfurt am Main
Diese Liste der Friedhöfe in Frankfurt am Main beschreibt die bestehenden und ehemaligen Friedhöfe der Stadt Frankfurt am Main.

## Geschichte der Frankfurter Friedhöfe
Die Stadt Frankfurt am Main verfügt über 37 bestehende Friedhöfe. Hinzu kommen noch die jüdischen Friedhöfe sowie eine Vielzahl von ehemaligen Friedhöfen, die heute als Grünanlagen genutzt werden oder überbaut wurden.
In der Stadtverwaltung ist die Abteilung Friedhofsangelegenheiten als Teil des Grünflächenamtes für die Friedhöfe zuständig.

## Liste der bestehenden Friedhöfe
| Bild                                         | Name                            | Ortsteil/Lage                                      | Größe   | Grabzahl | Einweihung         | Anmerkung |
| -------------------------------------------- | ------------------------------- | -------------------------------------------------- | ------- | -------- | ------------------ | --- |
|                                              | Friedhof Bergen                 | Frankfurt-Bergen-Enkheim Marktstraße 87b           | 0,7 ha  | 1.000    | 1825               | 0 |
|                                              | Friedhof Berkersheim            | Frankfurt-Berkersheim Am Traubengarten 1           | 0,3 ha  | 300      | 1870               | 0 |
|                                              | Neuer Friedhof Bockenheim       | Frankfurt-Bockenheim Ginheimer Landstraße 97       | 6,1 ha  | 5250     | 1878               | Der Friedhof entstand auf dem Gelände der Brauerei des Brauers Heinrich Karl Birk, die einige Jahre vorher geschlossen worden war. Das Sudhaus aus dem Jahr 1839 wurde zur Trauerhalle umgebaut. |
| Bonames, Friedhof, Ruhestätte Familie Wiemer | Friedhof Bonames                | Frankfurt-Bonames Im Storchenhain 24               | 3,5 ha  | 1.500    | 1871               | 0 |
| Friedhof-Bornheim                            | Friedhof Bornheim               | Frankfurt-Bornheim Dortelweiler Straße 104         | 8,3 ha  | 10.000   | 1851               | 0 |
| Friedhof-Eckenheim 1                         | Friedhof Eckenheim              | Frankfurt-Eckenheim Engelthaler Straße 36          | 0,3 ha  | 500      | 1882               | 0 |
|                                              | Friedhof Enkheim                | Frankfurt-Enkheim Neuer Weg 56                     | 3,4 ha  | 2.500    | 1900               | 0 |
|                                              | Friedhof Eschersheim            | Frankfurt-Eschersheim Nußzeil 13                   | 0,9 ha  | 2.000    | 1874               | 0 |
| Friedhof-Fechenheim Trauerhalle              | Friedhof Fechenheim             | Frankfurt-Fechenheim Steinäcker Straße 13          | 6,4 ha  | 4.000    | 1854               | 0 |
|                                              | Waldfriedhof Goldstein          | Frankfurt-Goldstein Unterschweinstiegschneise 1    | 7,9 ha  | 4.000    | 1950, 18. Mai      | 0 |
|                                              | Friedhof Griesheim              | Frankfurt-Griesheim Waldschulstraße 79             | 4,5 ha  | 3.300    | 1897               | 0 |
|                                              | Friedhof Harheim                | Frankfurt-Harheim Korffstraße 51                   | 0,8 ha  | 600      | 1929               | 0 |
| Friedhof-Hausen 2                            | Friedhof Hausen                 | Frankfurt-Hausen Hausener Weg 61a                  | 1,1 ha  | 540      | 1888               | 0 |
| Heddernheim, Friedhof, Trauerhalle           | Friedhof Heddernheim            | Frankfurt-Heddernheim In der Römerstadt 129        | 1,0 ha  | 1.000    | 1872               | 0 |
|                                              | Friedhof Kalbach                | Frankfurt-Kalbach Am Hopfenbrunnen 8               | 1,0 ha  | 700      | 1909               | 0 |
|                                              | Friedhof Nied                   | Frankfurt-Nied Oeserstraße 30                      | 1,2 ha  | 700      | 1899               | 0 |
|                                              | Alter Friedhof Nieder-Erlenbach | Frankfurt-Nieder-Erlenbach Kapersburgstraße 2c     | 0,5 ha  | 500      | 1874               | 0 |
|                                              | Neuer Friedhof Nieder-Erlenbach | Alt Erlenbach 80                                   | 0,5 ha  | 300      | 1997               | 0 |
|                                              | Friedhof Nieder-Eschbach        | Frankfurt-Nieder-Eschbach Tannenweg 3              | 2,5 ha  | 1.300    | 1870               | 0 |
|                                              | Friedhof Niederrad              | Frankfurt-Niederrad Hahnstraße 14                  | 4,6 ha  | 4.100    | 1881               | 0 |
|                                              | Friedhof Niederursel            | Frankfurt-Niederursel Weißkirchener Weg 93         | 4,5 ha  | 1.500    | 1851               | 1850 wurde ein 1 ¾ Morgen großes Grundstück vom Grafen zu Solz im Tausch erworben und dort der neue Friedhof eingerichtet. Nach Streit zwischen beiden Dorfhälften entschied man sich, die Friedhofsmauer aus roten Steinen der Hohen Mark zu erbauen. 1851 wurde der Friedhof eingeweiht. Nach dem Zweiten Weltkrieg wurde der Friedhof nach Westen erheblich erweitert und 1956 die neue Friedhofskapelle eingeweiht. Da in der Nordweststadt kein eigener Friedhof entstand wurden die dortigen Toten auch in Niederursel begraben. Anfang der 1970er Jahre erfolgte eine neue Erweiterung, diesmal nach Osten. |
|                                              | Hauptfriedhof                   | Frankfurt-Nordend Eckenheimer Landstraße 194       | 70 ha   | 60.000   | 1828, 1. Juli      | Die monumentalen Portalbauten, die Gartenarchitektur, Grabdenkmäler aus 180 Jahren sowie Grabstätten zahlreicher bedeutender Persönlichkeiten machen den Hauptfriedhof zu einem äußerst sehenswerten Stück Frankfurt. |
|                                              | Alter Oberräder Friedhof        | Frankfurt-Oberrad Mathildenstraße 56               | 0,9 ha  | 800      | 1876               | 0 |
|                                              | Waldfriedhof Oberrad            | Frankfurt-Oberrad Burgenlandweg 10                 | 20,5 ha | 7.000    | 1914, 12. Dezember | 0 |
| Friedhof-Praunheim 3                         | Friedhof Praunheim              | Frankfurt-Praunheim Haingrabenstraße 32            | 3,6 ha  | 2.600    | 1840               | 0 |
|                                              | Friedhof Preungesheim           | Frankfurt-Preungesheim Alt-Preungesheim 30         | 0,6 ha  | 700      | 1860               | 0 |
|                                              | Friedhof Rödelheim              | Frankfurt-Rödelheim Westerbacher Straße 38e        | 1,1 ha  | 1.150    | 1879               | 0 |
|                                              | Südfriedhof                     | Frankfurt-Sachsenhausen Darmstädter Landstraße 229 | 13 ha   | 12.400   | 1868               | 1868 als Ersatz für den alten Sachsenhäuser Friedhof angelegter Parkfriedhof mit zahlreichen denkmalgeschützten Gräbern |
|                                              | Alter Schwanheimer Friedhof     | Frankfurt-Schwanheim Schwanheimer Ufer 300         | 1,6 ha  | 1.100    | 1899               | 0 |
|                                              | Parkfriedhof Heiligenstock      | Frankfurt-Seckbach Friedberger Landstraße 647      | 17,4 ha | 7.000    | 1992               | Entlastung für den Hauptfriedhof; Gräberfelder für Angehörige des christlichen und des islamischen Glaubens |
|                                              | Friedhof Sindlingen             | Frankfurt-Sindlingen Farbenstraße 104              | 3,6 ha  | 1.500    | 1912               | 0 |
|                                              | Friedhof Kurmainzer Straße      | Frankfurt-Sossenheim Kurmainzer Straße 70          | 2,4 ha  | 1.000    | 1889               | 0 |
|                                              | Friedhof Sossenheim             | Frankfurt-Sossenheim Siegener Straße 54            | 4,5 ha  | 1.500    | 1890               | 0 |
|                                              | Friedhof Höchst                 | Frankfurt-Unterliederbach Sossenheimer Weg 75      | 16,8 ha | 9.200    | 1925               | Nachdem Anfang der 1920er Jahre die alten Friedhöfe der Kernstadt Höchst und ihrer Stadtteile belegt waren, wurde der neue Zentralfriedhofs in Unterliederbach an der Sossenheimer Chaussee gebaut. Der Friedhof wurde von Stadtbaumeister Paul Wempe geplant. |
|                                              | Friedhof Westhausen             | Frankfurt-Westhausen Kollwitzstraße 27             | 22,2 ha | 11.370   | 1952, 18. Mai      | Der Friedhof beinhaltet den Cimitero di Guerra Italiano, einen von vier Friedhöfen für italienische Weltkriegsgefallene in Deutschland. Die 1960 von Bildhauer Otto Herbert Hajek und Architekt Günter Bock gestaltete Trauerhalle mit einer angrenzenden, 75 Meter langen Stahlbetonmauer steht unter Denkmalschutz und löste in der Öffentlichkeit heftige Debatten aus. |
|                                              | Friedhof Zeilsheim              | Frankfurt-Zeilsheim Welschgrabenstraße 20          | 4,6 ha  | 2.300    | 1912               | 0 |

## Liste der ehemaligen/geschlossenen Friedhöfe
| Bild | Name                                      | Ortsteil/Lage                                     | Größe  | Grabzahl | Einweihung  | Schließung | Anmerkung |
| ---- | ----------------------------------------- | ------------------------------------------------- | ------ | -------- | ----------- | ---------- | --- |
|      | Alter Friedhof Bockenheim                 | Frankfurt-Bockenheim Ecke Solms- und Ohmstraße    |        |          | 1825        | 1898       | Dieser Friedhof zwischen Solms- und Ohmstraße wurde 1825 angelegt, 1871 erweitert und bis 1898 benutzt. Er war der Ersatzort für den Friedhof an der St. Jakobskirche am Kirchplatz. Heute wird die Fläche als Grünanlage genutzt.                                                                                  |
| 0    | Alter Friedhof Bonames                    | Frankfurt-Bonames                                 | 0      | 0        | 1607        | 1871       | Der 1607 eröffnete alte Friedhof wurde 1871 geschlossen. Ein barocker Obelisk im neuen Friedhof ist die Sammelgrabstelle aller Gebeine des alten Friedhofs (Umbettung 1905) |
|      | Kirchhof der Emmauskirche                 | Frankfurt-Eschersheim                             | 0      | 0        | 0           | 0          | Es sind noch 15 Grabsteine erhalten und an der Mauer des Kirchhofs aufgestellt. |
|      | Kirchhof an der Justinuskirche            | Frankfurt-Höchst Badstubengasse                   | 0      | 0        | Mittelalter | 1810       | Seit dem Mittelalter diente der Kirchhof an der Justinuskirche als Friedhof der Stadt Höchst. 1810 wurde der Friedhof aufgegeben. Nur noch eine Pietà an der Nordfassade der Kirche, acht Grabplatten im Inneren der Kirche und einige verwitterte Grabsteine im Garten auf der Mainseite erinnern an den Friedhof. |
|      | Luciuskirchhof                            | Frankfurt-Höchst Luciusstraße/Brüningstraße       | 0      | 0        | 1810        | 1885       | Der neu angelegte Friedhof außerhalb der Stadt wurde durch das Wachstum der Stadt 1885 geschlossen und der Kurmainzer Friedhof angelegt. Der Friedhof wurde 1926 in den Luciuspark umgebaut. 1975/1976 wurde auf dem Gelände die Paul-Ehrlich-Berufsschule erbaut.                                                  |
|      | Friedhof Niederursel                      | Frankfurt-Niederursel Neben der Kirche            | 0      | 0        | 0           | 1851       | Beerdigungen erfolgten ursprünglich neben der St. Georgs-Kirche. 1812 wurde ein 39 Quadratruten großer Acker des Katharinenklosters neben der Kirche für 150 Gulden erworben und der Friedhof damit erweitert. In die Mauer der heutigen Gustav-Adolf-Kirche sind vier Grabsteine des alten Friedhofs eingemauert.  |
|      | Peterskirchhof                            | Frankfurt-Innenstadt Bleichstraße                 | 0,9 ha | 0        | 1418        | 1828       | 1531 bis 1811 einziger protestantischer Friedhof der Stadt, mehrfach erweitert. Zahlreiche historische Gräber. 1828 geschlossen, heute nur teilweise erhalten. |
|      | Alter Friedhof Sachsenhausen              | Frankfurt-Sachsenhausen Brückenstraße             | 0,5 ha | 0        | 1508        | 1868       | Heute Grünanlage, einzelne historische Grabsteine erhalten |
|      | Kirchhof Marienkirche                     | Frankfurt-Seckbach Wilhelmshöher Straße           | 0      | 0        | 0           | 0          | 0 |
|      | Friedhof Unterliederbach                  | Frankfurt-Unterliederbach Wiesbadener Straße      | 0,5 ha | 90       | 1890        | 0          | Der Friedhof nahe dem Main-Taunus-Zentrum wird nicht mehr belegt. |
|      | Auferstehungskirche (Frankfurt-Praunheim) | Frankfurt-Praunheim Graebestraße 8 – 10           | 0      | 0        | 0           | 1835       | Der neue Friedhof ist seit 1840 an die Haingrabestraße |
|      | Alter Friedhof Ginnheim                   | Frankfurt-Ginnheim Ginnheimer Hohl, Am Mühlgarten | 0      | 0        | 0           | 0          | der Stadtteil Ginnheim nutzt den Neuen Friedhof Bockenheim seit dessen Eröffnung |

## Liste der jüdischen Friedhöfe
| Bild           | Name                                     | Ortsteil/Lage                                                           | Größe    | Grabzahl                         | Einweihung             | Schließung      | Anmerkung |
| -------------- | ---------------------------------------- | ----------------------------------------------------------------------- | -------- | -------------------------------- | ---------------------- | --------------- | --- |
| weitere Bilder | Jüdischer Friedhof Battonnstraße         | Frankfurt-Innenstadt Battonnstraße                                      | 1,2 ha   | 6.500                            | 1272                   | 1828            | Nach dem jüdischen Friedhof Heiliger Sand in Worms gilt dieser jüdische Friedhof von Frankfurt am Main als zweitältester Deutschlands. |
| weitere Bilder | Alter jüdischer Friedhof Bergen          | Frankfurt-Bergen-Enkheim am Weißen Turm (Eingang am Ludwig Klemann-Weg) | 17,31 ar | 0                                | zwischen 1660 und 1717 | 1924            | Die jüdischen Einwohner Bergen wurden nach 1497 auf dem jüdischen Friedhof in Windecken beerdigt. Zwischen 1660 und 1717 wurde der eigene Friedhof in Bergen angelegt und bis 1924 belegt. Auch die Toten der jüdischen Gemeinde in Bad Vilbel fanden bis 1840 hier ihre letzte Ruhestätte. |
| weitere Bilder | Neuer jüdischer Friedhof Bergen          | Frankfurt-Bergen-Enkheim Vilbeler Landstraße, außerhalb des Ortes       | 1,8 ar   | 10 Grabsteine sind erhalten      | 1924                   | 1933            | 0 |
| weitere Bilder | Jüdischer Friedhof Bockenheim            | Frankfurt-Bockenheim Sophienstraße                                      | 16,41 ar | 300 Grabsteine sind erhalten     | 1714                   | NS-Zeit         | Die Toten der jüdischen Gemeinde Bockenheim wurden bis 1714 auf dem jüdischen Friedhof in Windecken beerdigt. Der dann angelegte Friedhof in Bockenheim neben der heutigen Max-Beckmann-Schule hinter einer hohen Mauer ist uneinsehbar. |
| weitere Bilder | Neuer Jüdischer Friedhof                 | Frankfurt-Nordend Eckenheimer Landstraße 238                            | 1,2 ha   | 6.500                            | 1928                   |                 | Direkt neben dem Hauptfriedhof Frankfurt liegt der neue Friedhof der jüdischen Gemeinde. |
| weitere Bilder | Jüdischer Friedhof Fechenheim/Offenbach  | Frankfurt-Fechenheim in der Nähe des Schultheißweihers                  | 0        | 0                                | 1603                   | 1939            | im Jahr 1821 auf die aktuelle Fläche erweitert |
| 0              | Erster jüdischer Friedhof Griesheim      | Frankfurt-Griesheim Stroofstraße/Häussermannstraße (ungefähre Lage)     | 0        | Friedhof ist nicht erhalten      | um 1780                | 1867            | Der erste Friedhof in der Nähe des Main wurde mit einer steinernen Mauer gesichert. 1867 kaufte die "Chemische Fabrik Griesheim" das Grundstück zur Vergrößerung ihrer Fabrikanlagen. Die "Chemische Fabrik Griesheim" vereinbarte, den Friedhof noch mindestens 30 Jahre unangetastet zu lassen, Beerdigungen endeten jedoch. |
| 0              | Zweiter jüdischer Friedhof Griesheim     | Frankfurt-Griesheim Stroofstraße/Häussermannstraße (ungefähre Lage)     | 0        | Friedhof ist nicht erhalten      | 1867                   | 1882            | Der zweite Friedhof wurde direkt neben der Fabrik angelegt. |
| 0              | Dritter jüdischer Friedhof Griesheim     | Frankfurt-Griesheim Friedhof der Zivilgemeinde, Heinrich-Hardt-Straße   | 0        | 0                                | 1895                   | 1939            | Nachdem die weltliche Gemeinde 1895/96 den heutigen Friedhof angelegt hatte, wurde in diesem Rahmen auch ein Teil für die jüdischen Toten vorgesehen. Die Gebeine und Grabsteine vom ersten und zweiten Friedhof wurden 1897 umgebettet. Lediglich eine Beerdigung fand auf diesem Friedhof statt. |
| 0              | Alter jüdischer Friedhof Heddernheim     | Frankfurt-Heddernheim Alt-Heddernheim 9                                 | 0        | Der Friedhof besteht nicht mehr  | 1376                   | 1827            | Der Friedhof sollte nach der Heddernheimer Judenordnung von 1771 außerhalb der Stadt angelegt werden. Dennoch verblieb der Friedhof auf dem Platz des heutigen Hauses Alt-Heddernheim 9. Nachdem der Friedhof 1802 voll belegt war, konnten bis 1827 nur noch vereinzelte Beigesetzungen durchgeführt werden. Bis zum Bau des neuen Friedhofs wurden übergangsweise die Friedhöfe in Rödelheim und Niederursel genutzt. 1843 verkaufte die Gemeinde das alte Friedhofsgrundstück und ein Teil der Gebeine wurden auf den neuen Friedhof umgebettet. Auch die Grabsteine wurden umgezogen. |
| weitere Bilder | Alter jüdischer Friedhof Heddernheim     | Frankfurt-Heddernheim In der Römerstadt                                 | 14,93 ar | Ca. 275 Grabsteine sind erhalten | 1840                   | 1937            | Der Friedhof wurde 1840 bis in die Zeit des Nationalsozialismus genutzt. Der Friedhof, der seit 1942 im Besitz der Stadt ist, wurde im Zweiten Weltkrieg erheblich beschädigt und in den 1960er Jahren wieder hergerichtet. |
| weitere Bilder | Alter jüdischer Friedhof Niederursel     | Frankfurt-Niederursel Oberurseler Weg                                   | 10,84 ar | Keine Grabsteine sind erhalten   | 1720                   | 1876            | Seit der ersten Hälfte des 18. Jahrhunderts bestand in Niederursel eine jüdische Gemeinde, die 1720 ein Feldstück außerhalb des Ortes für einen eigenen Friedhof erwarb. Der Friedhof wurde in der Zeit des Nationalsozialismus zerstört und abgeräumt. Heute ist der ehemalige Friedhofes eine mit einem Zaun umgebene Freifläche. Ein Hinweisstein ("Alter jüdischer Friedhof") erinnert an die frühere Nutzung. |
| weitere Bilder | Neuer jüdischer Friedhof                 | Frankfurt-Niederursel Oberurseler Weg                                   | 8,18     | Keine Grabsteine sind erhalten   | 1876                   | NS-Zeit         | Der neue jüdische Friedhof ist ebenfalls eine mit einem Hinweisstein versehene eingezäunte Freifläche, nachdem er nach 1933 zerstört und abgeräumt wurde. Wenige Grabsteinfragmente sind erhalten. |
| weitere Bilder | Alter jüdischer Friedhof Rat-Beil-Straße | Frankfurt-Nordend Rat-Beil-Straße 10                                    | 7,4 ha   | ca. 30.000                       | 1828                   | bis heute       | Das streng klassizistische Portal des Friedhofs wurde nach Plänen von Fritz Rumpf erbaut. Eine Vielzahl von prunkvollen Grabmalen und viele Gräber bekannter jüdischer Persönlichkeiten sind hier zu finden. |
|                | Alter jüdischer Friedhof Rödelheim       | Frankfurt-Rödelheim Wolf-Heidenheim-Straße = Zentmarkweg                | 27,24 ar | 20 Grabsteine sind erhalten      | vor 1740               | 19. Jahrhundert | Der Friedhof wurde in der NS-Zeit abgeräumt. Heute wird die Fläche als Grünanlage genutzt. Ein Grabstein am Eingang erinnert an Wolf Heidenheim (gest. 1832). Der Friedhof steht unter Denkmalschutz. |
| weitere Bilder | Neuer jüdischer Friedhof Rödelheim       | Frankfurt-Rödelheim Westerbachstraße                                    | 14,93 ar | Keine Grabsteine sind erhalten   | 19. Jahrhundert        | NS-Zeit         | Der Friedhof wurde im 19. Jahrhundert als Teil des allgemeinen Friedhofs angelegt und in der NS-Zeit abgeräumt. Heute erinnern zwei Erinnerungssteine mit der gleichlautenden Inschrift „Jüdischer Friedhof der ehemaligen Gemeinde Rödelheim“ an den ehemaligen jüdischen Friedhof. |